# پاتریکی
پاتریکی (به لاتین: Patriki) یک منطقهٔ مسکونی در قبرس است که در ناحیه فاماگوستا واقع شده‌است.